# 沈漢 (明朝)
沈漢（1480年—1547年），字宗海，號水西，直隸蘇州府吳江縣（今江蘇省蘇州市吳江縣）人，軍籍，明朝政治人物。

## 生平
正德十一年（1516年）丙子科應天鄉試第二十七名舉人，十六年（1521年）辛巳科二甲第五名進士。授刑科給事中。嘉靖二年（1523年），以災異指斥當時朝政，恰逢刑部尚書林俊離職，再抗章爭論。戶部郎中牟泰因官員盜官帑而連坐入獄，下詔獄貶官，沈漢論救。後奉母乞歸，五年（1526年）至京師，遷刑科右給事中，六年（1527年）升戶科左給事中，李福達案起，執法大臣皆下獄，沈漢憤而上疏，稱「祖宗之法不可壞，權倖之漸不可長，大臣不可辱，妖賊不可赦。」遂下獄除名。家居二十年，二十六年（1547年）卒於家。天啟初年，贈太常寺少卿。

## 家族
曾祖沈敬；祖父沈箎；父沈奎。母嚴氏。慈侍下。兄沈汝，弟沈淮、沈濟、沈濤、沈沾。
孫沈位，曾孫沈璟、沈瓚，皆進士。